# Twierdzenie Darboux
Twierdzenie Darboux, twierdzenie o wartości pośredniej – twierdzenie analizy rzeczywistej mówiące, że każda rzeczywista funkcja ciągła określona na przedziale rzeczywistym ma własność Darboux, tj. przyjmuje wszystkie wartości pośrednie między obrazami jego krańców. Stąd inna nazwa twierdzenia: twierdzenie o przyjmowaniu wartości pośrednich.
Twierdzenie jest nazwane od Jeana Darboux; wiążą się z nim również nazwiska Bernarda Bolzano i Augustina Louisa Cauchy’ego (nazwy twierdzenie Bolzana-Cauchy’ego lub twierdzenie Cauchy’ego nie zdobyły popularności w polskiej literaturze matematycznej).

## Twierdzenie
Niech {\displaystyle f\colon [a,b]\to \mathbb {R} } będzie funkcją ciągłą. Jeżeli {\displaystyle f(a)\cdot f(b)<0} (tzn. wartości funkcji {\displaystyle f} na końcach przedziałów mają różne znaki), to istnieje taki punkt {\displaystyle c} w przedziale {\displaystyle (a,b),} dla którego
{\displaystyle f(c)=0.}
Ogólniej: każda funkcja ciągła {\displaystyle f\colon [a,b]\to \mathbb {R} } ma własność Darboux, tzn. jeśli {\displaystyle d} spełnia jedną z nierówności {\displaystyle f(a)<d<f(b)} lub {\displaystyle f(a)>d>f(b),} to istnieje taki punkt {\displaystyle c} w przedziale {\displaystyle [a,b],} dla którego
{\displaystyle f(c)=d.}
Oba sformułowania są równoważne: funkcje {\displaystyle f} w obu z nich różnią się jedynie o stałą {\displaystyle d.}

## Dowody

### Analityczny z definicji Cauchy’ego ciągłości
Niech {\displaystyle f\colon [a,b]\to \mathbb {R} .} Bez straty ogólności można założyć, że {\displaystyle d} jest liczbą z przedziału otwartego {\displaystyle (f(a),f(b)).}
Niech
{\displaystyle A=\{x\in [a,b]\colon f(x)\leqslant d\}=f^{-1}[(-\infty ,d]],}
{\displaystyle A^{c}=\{x\in [a,b]\colon f(x)>d\}=f^{-1}[(d,+\infty )].}
Wówczas zbiory {\displaystyle A} i {\displaystyle A^{c}} są niepuste. Zbiór A posiada ograniczenie górne, którym jest {\displaystyle b} więc istnieje na mocy aksjomatu ciągłości {\displaystyle s=\sup A.} Dla danych {\displaystyle T\subseteq \mathbb {R} ,p_{0}\in T} oraz {\displaystyle r>0} oznaczmy
{\displaystyle B_{T}(p_{0};r)=\{p\in T:|p-p_{0}|<r\}.}
Wykażemy, że {\displaystyle f(s)=d.} Istotnie, wobec ciągłości funkcji, właściwości supremum oraz rozłączności zbiorów {\displaystyle A} i {\displaystyle A^{c}} spełnione są następujące ciągi implikacji:
{\displaystyle f(s)<d\Rightarrow (s\neq b)\,\land \,\exists _{\delta >0}\;(B_{[a,b]}(s;\delta )\subseteq f^{-1}[B_{\mathbb {R} }(f(s);d-f(s))]\subseteq A)\,\land \,(s+\delta <b),}
czyli:
{\displaystyle \exists _{\delta >0}\ (s,s+\delta )\cap A\neq \emptyset \Rightarrow \sup A\neq s,}
w innym przypadku:
{\displaystyle f(s)>d\Rightarrow \exists _{\delta >0}\;B_{[a,b]}(s;\delta )\subseteq f^{-1}[B_{\mathbb {R} }(f(s);f(s)-d)]\subseteq A^{c}\Rightarrow \exists _{\delta >0}\ A\cap (s-\delta ,s]=\emptyset \Rightarrow \sup A\neq s.}
Zatem poprzez sprzeczność dowodzi się, że nie jest możliwe, aby {\displaystyle f(s)\neq d.}

### Analityczny z definicji Heinego ciągłości
Niech {\displaystyle f\colon [a,b]\to \mathbb {R} } będzie funkcją oraz niech {\displaystyle d} będzie liczbą z przedziału otwartego {\displaystyle (f(a),f(b)).} Zastosujmy rozumowanie analogiczne do metody równego podziału.
Zdefiniujmy indukcyjnie ciągi {\displaystyle (a_{n})_{n=0}^{\infty },} {\displaystyle (b_{n})_{n=0}^{\infty },} {\displaystyle (c_{n})_{n=0}^{\infty }{:}}
- {\displaystyle a_{0}=a,b_{0}=b,c_{0}={\tfrac {1}{2}}(a_{0}+b_{0}),}
- jeśli {\displaystyle f(c_{n})=d,} to koniec dowodu,
jeśli {\displaystyle f(c_{n})>d,} to {\displaystyle a_{n+1}=a_{n},} {\displaystyle b_{n+1}=c_{n},}
jeśli {\displaystyle f(c_{n})<d,} to {\displaystyle a_{n+1}=c_{n},} {\displaystyle b_{n+1}=b_{n}}
{\displaystyle c_{n+1}={\tfrac {1}{2}}(a_{n+1}+b_{n+1}).}

Tak zdefiniowane ciągi {\displaystyle (a_{n}),\ (b_{n})} mają następujące własności:
1. {\displaystyle a_{n}\leqslant a_{n+1}<b_{n+1}\leqslant b_{n},}
2. {\displaystyle b_{n+1}-a_{n+1}={\frac {1}{2}}(b_{n}-a_{n}).}
3. {\displaystyle f(a_{n})\leqslant d\leqslant f(b_{n}),}

Z własności 1. 2. wynika, że ciągi {\displaystyle (a_{n}),\ (b_{n})} jako monotoniczne i ograniczone są zbieżne i maję tę samą granicę. Oznaczmy
{\displaystyle c=\lim _{n\to \infty }a_{n}=\lim _{n\to \infty }b_{n}.}
Na podstawie ciągłości funkcji {\displaystyle f(x)} ciągi {\displaystyle f(a_{n}),\ f(b_{n})} są zbieżne, mają tę samą granicę oraz
{\displaystyle \lim _{n\to \infty }f(a_{n})=f(c)=\lim _{n\to \infty }f(b_{n}).}
Jednocześnie z własności 3. wynika zachowanie nierówności przy przejściu granicznym, tzn.
{\displaystyle \lim _{n\to \infty }f(a_{n})\leqslant d\leqslant \lim _{n\to \infty }f(b_{n}).}
Stąd
{\displaystyle f(c)=d.}

### Topologiczny
Niech {\displaystyle f\colon [a,b]\to \mathbb {R} } będzie funkcją oraz niech {\displaystyle d} będzie liczbą z przedziału otwartego {\displaystyle (f(a),f(b)).} Przypuśćmy, że {\displaystyle d} nie jest wartością funkcji {\displaystyle f.} Wówczas przeciwobraz przestrzeni topologicznej {\displaystyle \mathbb {R} \setminus \{d\}} powinien być równy dziedzinie (którą tutaj jest przedział {\displaystyle [a,b]}), jednak wobec ciągłości funkcji będzie on sumą dwóch niepustych, rozłącznych, otwartych przeciwobrazów, a zatem przestrzenią niespójną, co wyklucza się z faktem spójności drogowej dziedziny. Wobec czego poprzez sprzeczność dowodzi się, że {\displaystyle d} nie może nie być wartością funkcji.
Przedstawione rozumowanie wiąże się z twierdzeniem o szerszym zakresie mówiącym, że ciągły obraz zbioru spójnego jest zbiorem spójnym. Przykładem funkcji ciągłej o niespójnym zbiorze wartości i niespójnej dziedzinie jest signum, tj. funkcja {\displaystyle sgn(x)={\frac {x}{|x|}}} określona na zbiorze liczb rzeczywistych bez zera {\displaystyle (x\in \mathbb {R} \setminus \{0\})}.

## Literatura dodatkowa
- Kazimierz Kuratowski: Wykłady rachunku różniczkowego i całkowego. Warszawa: Instytut Matematyczny Polskiej Akademii Nauk, 1948, s. 83–84, seria: Monografie Matematyczne.
- Julian Musielak, Helena Musielak: Analiza matematyczna. T. 1. Cz. 1: Ciągi szeregi i funkcje. Poznań: Wydawnictwo Naukowe UAM, 2000, s. 170–171. ISBN 978-83-232-1049-8.